# Nordvästtunneln
Nordvästtunneln (ryska: Северо-Западный тоннель) är en väg- och tunnelbanetunnel i Moskva, Ryssland. Tunneln är en del av Krasnopresnenskij prospekt, som förlänger motorvägen M9 in mot centrum, och av tunnelbanelinjen Arbatsko-Pokrovskaja.
Tunneln är omkring 2,8 km lång och därmed den fjärde längsta stadstunneln i Europa efter Södra länken i Stockholm (4,6 km), Dublin Port-tunneln (4,5 km) och Giovanni XXIII-tunneln i Rom (2,9 km). Nordvästtunneln går under skogen Serebrjanij Bor.
Tunneln består av två parallella rör, vilka är indelade i två plan, där biltrafiken går överst och tunnelbanan undertill. 